# Сјеса
Сјеса (шп. Cieza) град је у Шпанији у аутономној заједници Регион Мурсија. Према процени из 2017. у граду је живело 35 134 становника.

## Становништво
Према процени, у граду је 2017. живело 35 134 становника.
| 2017.  |
| ------ |
| 35.134 |

## Партнерски градови
- Сјеса